# Mundimóvil
Mundimóvil era el operador móvil virtual de telefonía móvil de Uno Telecom en España.
Operó bajo la infraestructura de KPN con cobertura Orange España. Estaba sólo disponible la modalidad de prepago. Su principal ventaja era que permitía llamar al extranjero a precios de llamada dentro del territorio español, y de forma muy económica entre sus propios clientes.
Se dio a conocer con un anuncio en Internet en el que una animación explicaba que el Mundo iba a dejar de tener barreras, unas sombras intuían los personajes que dos semanas más tarde representarían a los cinco continentes: las gaias. Dos semanas después apareció su página web oficial y varios anuncios en el metro de Madrid y Barcelona, así como en varias revistas orientadas a inmigrantes y turistas.
Paró su actividad como marca independiente el 3 de noviembre de 2011. Sus usuarios fueron reabsorbidos por Simyo que también pertenece a KPN.